# Manta eléctrica

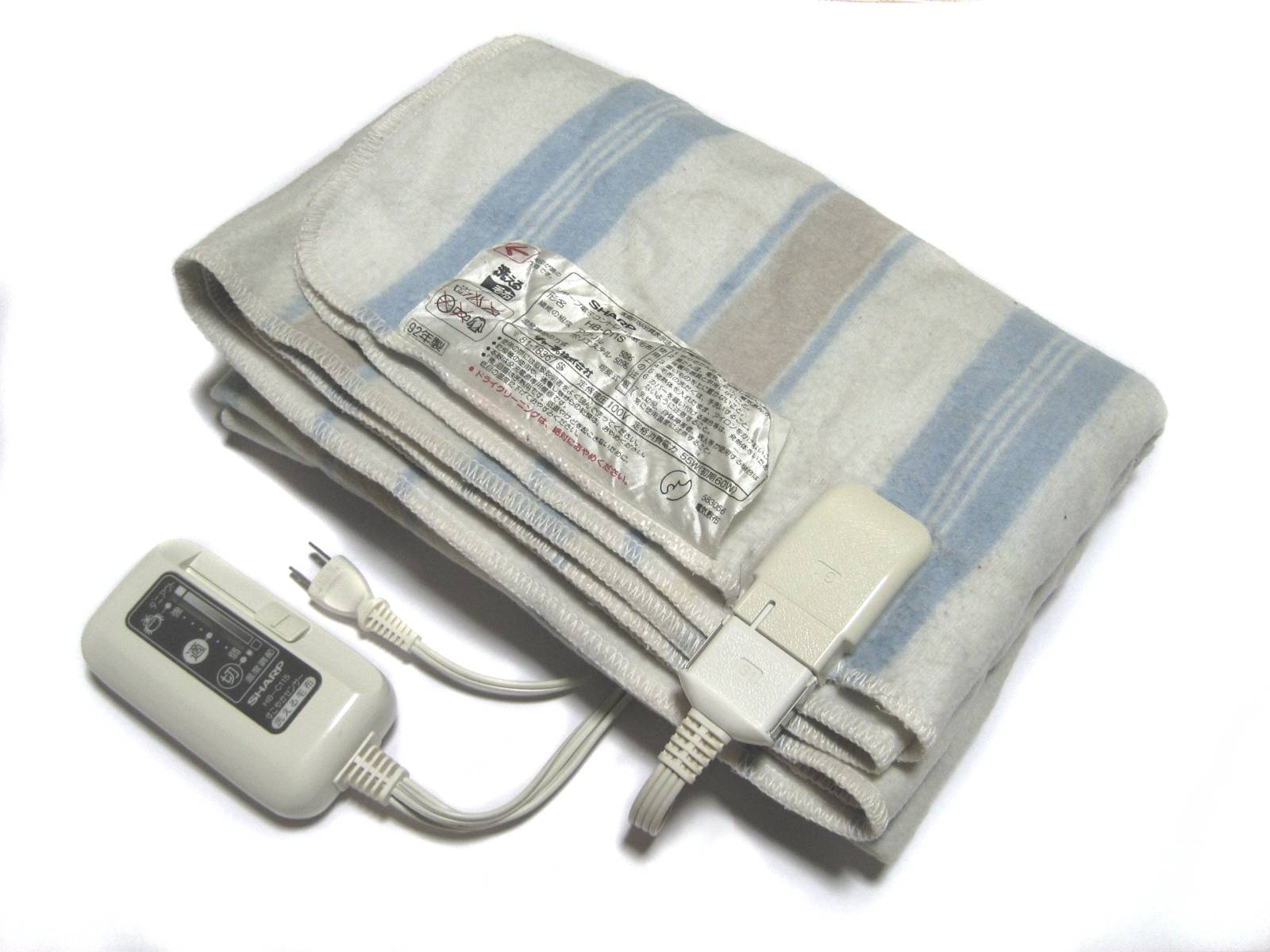
Manta eléctrica

Una manta eléctrica, cobertor eléctrico, cobija eléctrica o calientacamas es una manta con un aparato calefactor eléctrico integrado que se coloca generalmente sobre la sábana superior de la cama. Otra variación de la manta eléctrica es la almohadilla eléctrica, que se coloca debajo de la sábana inferior de la cama. La manta eléctrica se puede utilizar para precalentar la cama antes de su uso o para mantener al usuario caliente mientras está en la cama.
Las mantas eléctricas tienen generalmente un termostato que ajusta la cantidad de calor que la manta produce. Las mantas para camas más grandes tienen a menudo controles separados para cada uno de los lados de la cama.

## Cuestiones de seguridad
Debido a la combinación de calor, electricidad, abundancia de material inflamable y una persona que duerme, el uso de mantas eléctricas es una preocupación internacional para los funcionarios de seguridad contra incendios. Como preocupación prioritaria se encuentran las mantas que tienen más de diez años y/o han sido dañadas al arrugarlas, doblarlas, raerlas, rasgarlas o por desgaste ordinario. En el Reino Unido, se estima que 5.000 incendios al año son causados por culpa de las mantas eléctricas, de las cuales el 99% se cree que han sido causados por mantas de diez años o más.

### Cáncer
No se ha identificado ningún mecanismo por el cual SLF (superbaja frecuencia) -EMF (campo electromagnético) o la radiación de radiofrecuencia puedan causar cáncer. A diferencia de la radiación de alta energía (ionizante), los campos electromagnéticos en la parte no ionizante del espectro electromagnético no pueden dañar el ADN o las células directamente. Algunos científicos han especulado que los SLF-EMF podrían causar cáncer a través de otros mecanismos, como la reducción de los niveles de la hormona melatonina.
Existe alguna evidencia de que la melatonina puede inhibir el desarrollo de ciertos tumores.

## En la cultura popular
En la película de 1951 The Thing from Another World, una manta eléctrica arrojada al azar derritió el bloque de hielo que cubría al monstruo alienígena y lo soltó.